# Ghanaische Fußballnationalmannschaft/Olympische Spiele
Eine ghanaische U-23 Fußballnationalmannschaft vertritt das Nationale Olympische Komitee Ghanas bzw. den nationalen Fußballverband bei Turnieren der Olympischen Sommerspiele. Die beste Platzierung einer Mannschaft war hier bislang ein Bronze-Rang bei den Spielen 1992 in Barcelona. Insgesamt nahm die Mannschaft an sechs olympischen Turnieren teil.
Seit den Olympischen Spielen 2012 erfolgt die Qualifikation über einen der vorderen Plätze beim U-23-Afrika-Cup.

## Ergebnisse bei Olympischen Spielen

### 1964
- Olympische Spiele in Tokio:
  - Vorrunde in Tokio
    - 12. Oktober 1964 Argentinien – Ghana 1:1
    - 16. Oktober 1964 Ghana – Japan 3:2 (das 3. Spiel gegen Italien fiel aus, da Italien auf Grund des Einsatzes von Profispielern in der Qualifikation disqualifiziert worden war und Polen den angebotenen Platz nicht annahm.)

  - Viertelfinale:
    - 18. Oktober 1964 Ghana – VA Republik 1:5

  - Platzierungsspiel:
    - 20. Oktober 1964 Rumänien – Ghana 4:2 (in Kyōto)

### 1968
- Olympiaqualifikation:
  - Zweite Runde
    - Kamerun – Ghana 1:0
    - Ghana – Kamerun 3:2[1]

  - Finale
    - Marokko – Ghana 1:1
    - Ghana – Marokko 1:2[2]
- Olympische Spiele in Mexiko:
  - Vorrunde:
    - 13. Oktober 1968 Israel – Ghana 5:3 (in León)
    - 15. Oktober 1968 Ungarn – Ghana 2:2 (in Guadalajara)
    - 17. Oktober 1968 El Salvador – Ghana 1:1 (in León)

### 1972
- Olympiaqualifikation:
  - Erste Runde
    - Ghana – Liberia 2:1
    - Liberia – Ghana 0:1

  - Zweite Runde
    - Ghana – Togo 1:1
    - Kamerun – Ghana 0:3
    - Ghana – Senegal 1:0
    - Togo – Ghana 0:2
    - Ghana – Kamerun 0:0
    - Senegal – Ghana 2:0
- Olympische Spiele in München:
  - Vorrunde:
    - DDR – Ghana 4:0
    - Polen – Ghana 4:0
    - Kolumbien – Ghana 3:1

### 1976
- Olympiaqualifikation:
  - Erste Runde:
    - Ghana – Liberia 6:0
    - Liberia – Ghana 1:4

  - Zweite Runde:
    - Guinea – Ghana 1:0
    - Ghana – Guinea 6:2

  - Dritte Runde:
    - Senegal – Ghana 0:0
    - Ghana – Senegal 2:1[3]

### 1980
- Olympiaqualifikation:
  - Erste Runde
    - Freilos für Ghana

  - Zweite Runde
    - Ghana – Kenia 4:1
    - Kenia – Ghana 0:1

  - Dritte Runde
    - Liberia – Ghana 0:2
    - Ghana – Liberia 2:2[4]

### 1984
- Olympiaqualifikation
  - Erste Runde
    - Gambia – Ghana 0:2
    - Ghana – Gambia 1:0

  - Zweite Runde
    - Nigeria – Ghana 0:0
    - Ghana – Nigeria 1:2

### 1988
- Olympiaqualifikation:
  - Erste Runde
    - Ghana – Senegal 2:0
    - Senegal – Ghana 0:1

  - Zweite Runde
    - Ghana – Kamerun 0:0
    - Kamerun – Ghana 2:2

  - Dritte Runde
    - Sambia – Ghana 2:0
    - Ghana – Samba 1:0

### 1992
- Olympiaqualifikation:
  - Erste Runde:
    - Ghana – Guinea (abgesetzt)
    - Guinea – Ghana (abgesetzt)

  - Zweite Runde:
    - Ghana – Sierra Leone 2:1
    - Sierra Leone – Ghana 3:2

  - Dritte Runde
    - Ghana – Mauritius 6:0
    - Mauritius – Ghana 1:4
- Olympische Spiele in Barcelona:
  - Vorrunde
    - Ghana – Australien 3:1
    - Dänemark – Ghana 0:0
    - Mexiko – Ghana 0:0

  - Viertelfinale
    - Ghana – Paraguay 4:2 n. V.

  - Halbfinale
    - Spanien – Ghana 2:0

  - Spiel um Bronze
    - Australien – Ghana 0:1

### 1996
- Olympiaqualifikation:
  - Erste Runde
    - Ghana – Kongo 0:0
    - Kongo – Ghana w/o

  - Zweite Runde
    - Ghana – Angola 3:1
    - Angola – Ghana 1:0

  - Dritte Runde
    - Ghana – Kamerun 3:0
    - Kamerun – Ghana 0:0

- Olympische Spiele in Atlanta:
  - Vorrunde
    - Südkorea – Ghana 1:0
    - Ghana – Italien 3:2
    - Mexiko – Ghana 1:1

  - Viertelfinale
    - Brasilien – Ghana 4:2

### 2000
- Olympiaqualifikation
  - Erste Runde
    - Ghana – Tansania 2:1
    - Tansania – Ghana 1:2

  - Zweite Runde
    - Ghana – Südafrika 2:2
    - Kamerun – Ghana 2:1
    - Ghana – Guinea 2:0
    - Guinea – Ghana 1:2
    - Ghana – Kamerun 0:3 (als Gruppendritter endete für Ghana die Qualifikation nach dieser Runde)

### 2004
- Olympiaqualifikation:
  - Erste Runde
    - Liberia – Ghana 0:5
    - Ghana – Liberia 1:0

  - Zweite Runde
    - Ghana – Südafrika 1:0
    - Sambia – Ghana 0:0
    - Algerien – Ghana 1:0
    - Ghana – Algerien 2:0
    - Südafrika – Ghana 1:2
    - Ghana – Sambia 2:0
- Olympische Spiele in Athen:
  - Vorrunde:
    - Ghana – Italien 2:2
    - Paraguay – Ghana 1:2
    - Japan – Ghana 1:0

### 2008
- Olympiaqualifikation:
  - Zweite Runde
    - Burkina Faso – Ghana 0:2 (gewertet)
    - Ghana – Burkina Faso 2:0

  - Dritte Runde
    - Nigeria – Ghana 3:2
    - Südafrika – Ghana 1:3
    - Ghana – Südafrika 3:1
    - Ghana – Nigeria 0:0

### 2012
- Olympiaqualifikation über die afrikanische U-23-Meisterschaft:
  - 1. Runde:
    - 26. März 2011: Ghana U-23 – Sudan U-23 0:1 (in Accra)
    - 9. April 2011: Sudan U-23 – Ghana U-23 1:1 (in Khartum)

Ghana qualifiziert sich nicht für den U-23-Afrika-Cup 2011 und damit nicht für die Olympischen Spiele in London.

### 2016
- Olympiaqualifikation über die afrikanische U-23-Meisterschaft:
  - 1. Runde:
    - 26. April 2015: Ghana U-23 – Liberia U-23 2:0 (in Tamale)
    - 2. Mai 2015: Liberia U-23 – Ghana U-23 1:5 (in Tamale wg. Ebola-Ausbruch)

  - 2. Runde:
    - 23. Mai 2015: Ghana U-23 – Rep. Kongo U-23 1:0 (in Accra)
    - 31. Mai 2015: Rep. Kongo U-23 – Ghana U-23 1:0, 5:4 i. E. (in Pointe-Noire)

Ghana qualifiziert sich nicht für den U-23-Afrika-Cup 2015 und damit nicht für die Olympischen Spiele in Rio de Janeiro.

### 2021
- Olympiaqualifikation über die afrikanische U-23-Meisterschaft:
  - 1. Runde:
    - 18. Dezember 2018: Ghana U-23 – Togo U-23 5:1 (in Kumasi)
    - 22. Dezember 2018: Togo U-23 – Ghana U-23 3:1 (in Lomé)

  - 2. Runde:
    - 23. März 2019: Ghana U-23 – Gabun U-23 4:0 (in Accra)
    - 26. März 2019: Gabun U-23 – Ghana U-23 0:0 (in Libreville)

  - 3. Runde:
    - 6. September 2019: Ghana U-23 – Algerien U-23 1:1 (in Accra)
    - 10. September 2019: Algerien U-23 – Ghana U-23 0:1 (in Sétif)

  - U-23-Afrika-Cup 2019 in Ägypten, alle Spiele in Kairo:
    - 8. November 2019: Kamerun U-23	– Ghana U-23	1:1
    - 11. November 2019: Ghana U-23	– Ägypten U-23	2:3
    - 14. November 2019: Mali U-23 – Ghana U-23	0:2 – Ghana aufgrund der besseren Tordifferenz als Gruppenzweiter für die K.-o.-Runde qualifiziert
    - 19. November 2019, Halbfinale: Elfenbeinküste U-23	– Ghana U-23	2:2 n. V. (2:2, 1:0), 3:2 i. E.
    - 22. November 2019, Spiel um Platz 3: Südafrika U-23	– Ghana	U-23 2:2 (1:0), 6:5 i. E.

Ghana verpasst als Vierter die wegen der COVID-19-Pandemie um ein Jahr verschobenen Olympischen Spiele in Tokio.

### 2024
- Olympiaqualifikation über die afrikanische U-23-Meisterschaft:
  - 2. Runde:
    - 23. Oktober 2022: Mosambik U-23 – Ghana U-23 1:2 (in Maputo)
    - 30. Oktober 2022: Ghana U-23 – Mosambik U-23 2:0 (in Kumasi)

  - 3. Runde:
    - 24. März 2023: Algerien U-23 – Ghana U-23 1:1 (in Annaba)
    - 28. März 2023: Ghana U-23 – Algerien U-23 1:0 (in Kumasi)

  - U-23-Afrika-Cup in Marokko:
    - 25. Juni 2023: Ghana U-23 – Republik Kongo U-23	3:2 (in Rabat)
    - 27. Juni 2023: Marokko U-23	– Ghana U-23	5:1 (in Rabat)
    - 30. Juni 2023: Guinea U-23 – Ghana U-23 1:1(in Tanger)

Ghana verpasst als Gruppendritter aufgrund der schlechteren Tordifferenz die K.-o.-Runde und damit die Olympischen Spiele in Paris.